# Sebastian Kraupp
Sebastian Kraupp (n. 20 mai 1985, Stockholm, Suedia) este un jucător de curl ce a reprezentat Suedia, medaliat olimpic. A participat la 2 ediții ale Jocurilor Olimpice (2010, 2014) în care a câștigat o medalie de bronz.